# لحاف

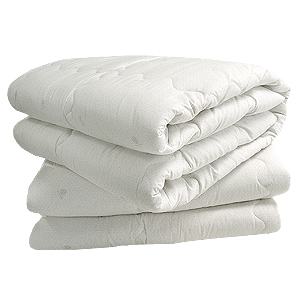
اللحاف.

اللِحَاف (الجمع: أَلْحِفَة، لُحُف) نوع من البطانيات للنوم مصنوع من نسيج القطن أو الصوف. وينفع للتدفئة والوقاية من البرد في الأجواء القارصة.

## مميزات اللحافات
- عازل للحرارة
- مفيد بالتدفئة
- مساعد في حالات البرد
- يحمي الرضع من انخفاض الحرارة